# Neocabreria
Neocabreria là một chi thực vật có hoa trong họ Cúc (Asteraceae).

## Loài
Chi Neocabreria gồm các loài: